# اریک پالسن
اریک پالسن (به انگلیسی: Erik Paulsen) نمایندهٔ حوزه انتخابیه سوم مینه‌سوتا از حزب جمهوری‌خواه ایالات متحده آمریکا در مجلس نمایندگان ایالات متحده آمریکا است که برای نخستین‌بار در ۱۹ ژانویه ۲۰۰۹ میلادی به‌عضویت این مجلس درآمد.